# قائمة الرعامسة
الرعامسة هم الفراعنة الذين تسموا باسم رمسيس وهم:
1. رمسيس الأول (من بحتى رع) 1307-1306
2. رمسيس الثاني (أوسر ماعت رع - ستب ان رع) 1290-1224
3. رمسيس الثالث (أوسر ماعت رع - مرى أمون) 1194-1163
4. رمسيس الرابع 1163-1156
5. رمسيس الخامس 1156-1151
6. رمسيس السادس 1151-1143
7. رمسيس السابع 1143-1136
8. رمسيس الثامن 1136-1131
9. رمسيس التاسع 1131-1112
10. رمسيس العاشر 1112-1100
11. رمسيس الحادى عشر 1110-1070